# Frank Grüttner

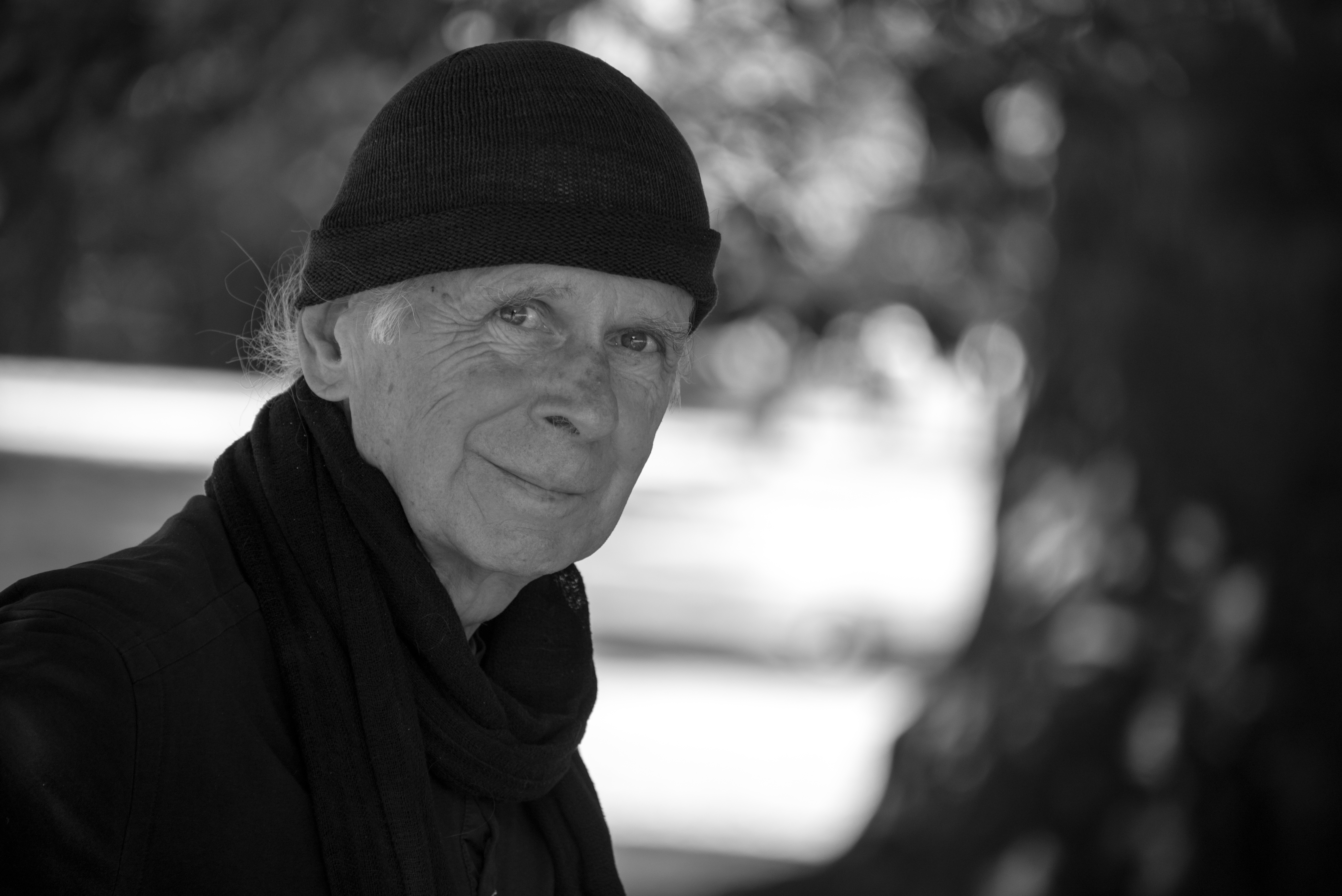
Frank Grüttner, fotografiert in Frankfurt am Main 2018.

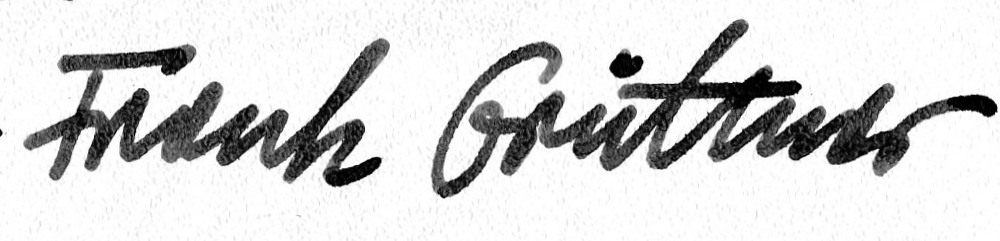
Unterschrift von Frank Grüttner in einer Widmung

Frank-Arno Grüttner (* 30. Mai 1940 in Berlin; † 1. Mai 2019 in Frankfurt am Main) war ein deutscher freischaffender Maler. Er widmete sich zunächst in Berlin der surrealistischen Malerei, veränderte Anfang der 1980er-Jahre jedoch seinen Malstil hin zu Ölgemälden von „Stadtmenschen“ und bearbeitete auch religiöse Motive.

## Leben
Frank Grüttner wuchs in Berlin als Sohn eines Arztes auf, der von prominenten Künstlern konsultiert wurde. Schon als Schüler wurde er ab 1952 durch seinen Zeichenlehrer an die Malerei herangeführt. Nach dem Abitur im Jahr 1960 studierte er auf Anraten seines Vaters zunächst Medizin in Erlangen, wechselte aber bald an die Technische Universität Berlin und schrieb sich dort im Fachgebiet Architektur ein. Zugleich widmete er sich – von der Wiener Schule des Phantastischen Realismus inspiriert – bereits der surrealistischen Malerei und verstand sich ab 1967 als freischaffender Maler. Im Feuilleton der Frankfurter Allgemeinen Zeitung hieß es 2005 zu dieser Berliner Schaffenszeit: „1969 stellte er zum ersten Mal seine Bilder aus: in der Frankfurter Galerie von Sydow, die den phantastischen Realismus pflegte. Zwei Jahre später und nach weiteren Ausstellungen in Wien, Köln und Zürich zeichnete Grüttner einen Trickfilm für den Hessischen Rundfunk und ließ sich in Frankfurt nieder.“
Der Ortswechsel „von der Idylle einer Parklandschaft in das Mahlwerk einer Weltstadt“ veranlasste Grüttner, statt wie bis dahin in Berlin surreale Landschaftsbilder zu entwerfen, sich nunmehr „Stadtmenschen, der Antiheld, der in das Gesellschaftsdrama verstrickte Mensch“ als Sujet zu wählen: „Frostige, erstarrte, aggressive Situationen erscheinen dem Betrachter. Momentaufnahmen, als sei die rasende Bewegung der Welt für einen Augenblick angehalten worden.“
Später experimentierte Grüttner erneut auch mit seiner Maltechnik, malte beispielsweise seine Bilder ausschließlich in roten Farbabstufungen, in einer Technik also, die kaum Korrekturen zulässt. „Mit 40 Zeichnungen hat er deshalb sein Schopenhauer-Porträt vorbereitet,“ eine Auftragsarbeit zugunsten der Schopenhauer-Gesellschaft aus dem Jahr 2004. Zu seinem Werk gehören ferner u. a. Federzeichnungen auf Packpapier aus seinem Zyklus ‚Evangelium‘, dem im Jahr 2010 eine Ausstellung im Museum für zeitgenössische Kunst, Kultur und Karikatur in Rotenburg an der Fulda gewidmet war.
Frank Grüttner lebte zuletzt im Nordend von Frankfurt am Main. Er war mütterlicherseits ein Nachkomme der Münchener Künstlerfamilie von Kobell.

## Ausstellungen (Auswahl)
- Mittelrhein-Museum, Koblenz (Einzelausstellung 1986)
- Künstlerhaus Metternich, Koblenz (Einzelausstellung 1987)
- Historisches Museum, Frankfurt am Main (Einzelausstellung 1991/92)
- Karmeliterkloster, Frankfurt am Main (Einzelausstellung 1993)
- Städtische Galerie Tamm, Ludwigsburg (Einzelausstellung 1998)
- Kunstverein Schorndorf (Einzelausstellung 1999)
- 2004 Art Festival, Melbourne (2004)
- Kunstverein Kronach (Einzelausstellung 2008)

## Ehrungen
- 2004 entstand ein privates Grüttner-Museum in Wallenfels in Oberfranken.[5]
- Im Jahr 2007 war Frank Grüttner der erste Preisträger des Ilse Hannes-Kunstpreises der Ilse Hannes-Gesellschaft.
- Seit 2011 war Frank Grüttner Ehrenmitglied der Schopenhauer-Gesellschaft, die Laudatio hielt Thomas Regehly.[6]

## Belege
1. ↑  Der Wechsel allein ist das Beständige. (Lebensdaten siehe am Ende der Seite). Abgerufen am 21. April 2022.
2. 1 2 3  Frankfurter Gesichter: Frank Grüttner. (Memento vom 20. September 2017 im Internet Archive). Im Original publiziert in Frankfurter Allgemeine Zeitung vom 13. Mai 2005.
3. ↑  Zitate aus: Evelyn Hils, Frank Grüttner. Kulturamt der Stadt Koblenz, Koblenz 1987, S. 13.
4. ↑  Frank Grüttner: Das gezeichnete Evangelium. Auf: nh24.de vom 28. Januar 2010.
5. ↑  Mit Porträts und Masken auf dem „Weg zur Selbsterkenntnis“. Auf: weser-kurier.de vom 9. Oktober 2012.
6. ↑  Schopenhauer-Gesellschaft: Ehrenmitglieder der Schopenhauer-Gesellschaft. Abgerufen am 21. April 2022.

| Personendaten    | Personendaten                    |
| ---------------- | -------------------------------- |
| NAME             | Grüttner, Frank                  |
| ALTERNATIVNAMEN  | Grüttner, Frank-Arno             |
| KURZBESCHREIBUNG | deutscher Maler des Surrealismus |
| GEBURTSDATUM     | 30. Mai 1940                     |
| GEBURTSORT       | Berlin                           |
| STERBEDATUM      | 1. Mai 2019                      |
| STERBEORT        | Frankfurt am Main                |